# Svärdet (1662)
Svärdet var ett svenskt regalskepp som byggdes på Stockholms skeppsgård på Skeppsholmen under ledning av Jacob de Voss. Skeppet, som sjösattes 1662, var en tvådäckare med ett fullt, längsgående övre väderdäck. Detta har framkommit av antalet 6-pundiga kanoner som ännu står uppställda alltsedan förlisningen 1676. Förmodligen fanns även en så kallad "Entry port" på endera sidan om övre batteridäck, vilket indikerats genom bildmaterial och samtida skildringar. Bestyckningen bestod 1675 av 86 kanoner och manskapet uppgick till 220 knektar, samt 400 sjömän.

## Fartyget
Fartyget kan mycket väl ha byggts med en blandning av både holländsk och engelsk stil. Vraket antyder till exempel på att fartyget hade tre rader av berghultar vid vattenlinjen under huvudbatteridäcket. Den så kallade lastporten som omvittnas i samtida källor och målningar pekar även i den riktningen. Eftersom de Voss och inte Thomas Day varit huvudansvarig för byggnationen, kan man någorlunda säkert anta att skeppets huvudlinjer följde välbekanta holländska linjer, något som också vraket klart tycks indikera. 
Thomas Day verkar inte ha uppskattat originalcerten, hävdande att skeppet skulle ha svårt att svara på roderutslag på grund av den breda aktern,[källa behövs] vilket indikerar en traditionell holländsk så kallad kryssarakter. Day föreslog att smalna av aktern med ungefär sex fots.[källa behövs]. En intressant detalj är att samtida holländska stora skepp också tycks ha byggts med smalare akterskepp än vad som var vanligt förr. Till exempel Hollandia, Witte Oliphant och Gouden Leeuw antyder denna förändring om Willem van de Veldes tolkningar ska anses vara riktiga.

## Flaggskepp

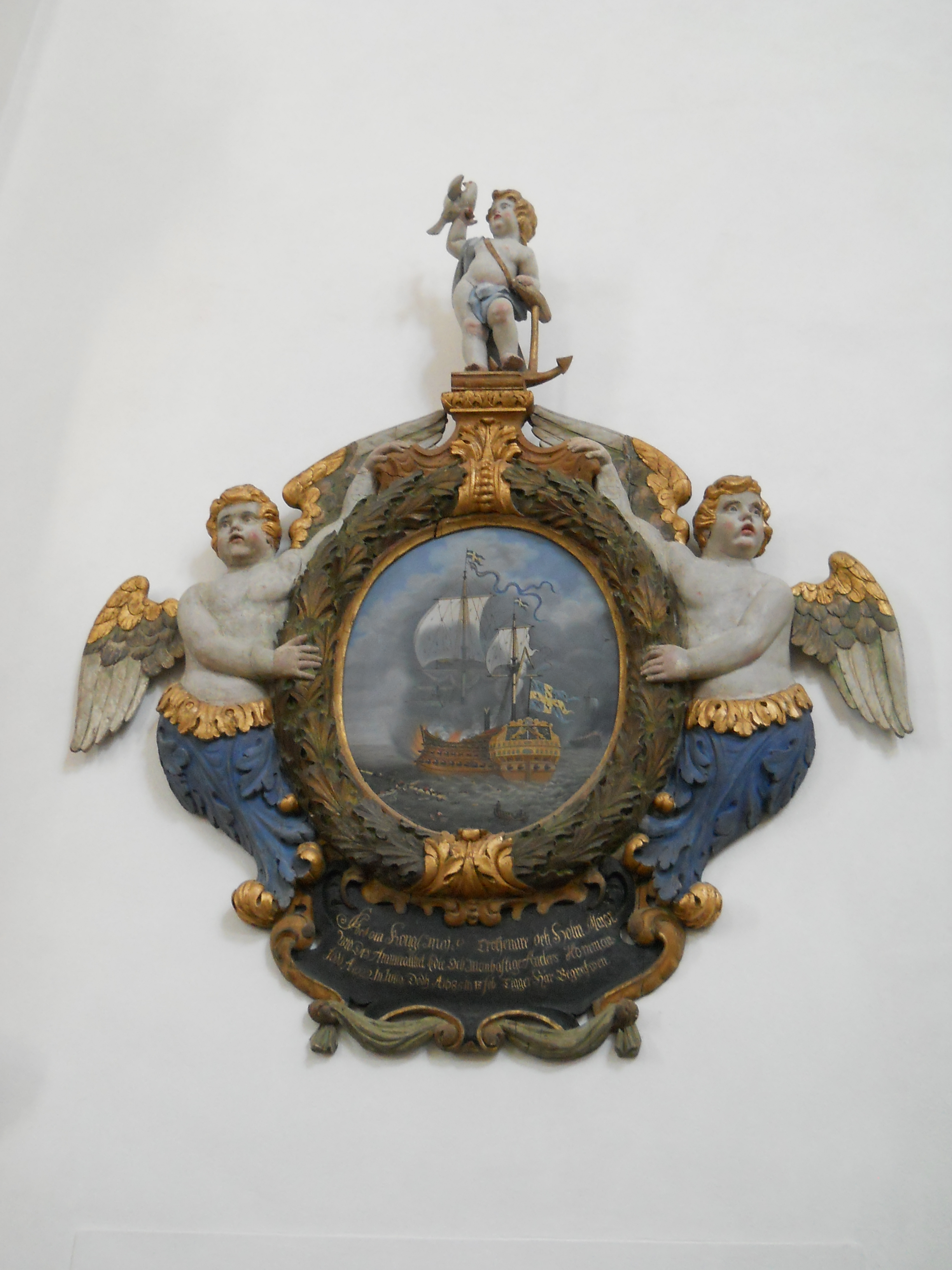
Anders Hommans epitafium i Kalmar domkyrka med en bild av skeppet Svärdet.

Året 1675 blev Svärdet ett flaggskepp för greve Nils Brahe, befälhavare i Andra Eskadern, under riksamiralen Gustaf Otto Stenbocks misslyckade expedition att undsätta Gotland. Året därpå var Svärdet amiralsskepp i Gula Eskadern med Claas Uggla som befälhavare. Fartygschef var Anders Homman, som tillika var Ugglas stabschef. Kapten Olof Nortman var skeppets navigatör. Vid inledningen av slaget vid Ölands södra udde 1 juni 1676, som utkämpades mot den förenade dansk-holländska flottan, kapsejsade och exploderade regalskeppet Kronan. I den förvirring som uppstod efter katastrofen miste de svenska krigsskeppen sina formeringar och Svärdet kom att omringas av fientliga fartyg. Bland dessa återfanns de båda amiralsskeppen som fördes av den holländske befälhavaren Cornelis Tromp respektive den danske Niels Juel.

## Förlisningen

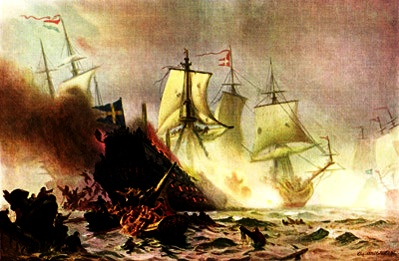
Svärdet sjunker 1676 utanför Öland. Målning av Christian Mølsted (1862-1930).

Under en och en halv timme fick Svärdet utstå fientlig beskjutning. När skeppets stormast träffades och sköts av kapitulerade Uggla. Strax därpå råkade hon av misstag antändas av en passerande brännare. Sedan elden nått Svärdets krutdurk exploderade fartyget och omkring 600 man dog, däribland Claas Uggla. Ett femtiotal överlevde, däribland Anders Homman. Svärdets sista strid blev senare uppmärksammad som en hjältelegend. Bland annat har Oscar II skrivit en dikt om denna.
Svärdet återfanns öster om Öland 2011. Efter analys av timmer från det upphittade vraket bekräftades det att det var Svärdet som hittats. Skeppet kommer inte kunna bärgas i sin helhet, däremot räknar marinarkeologer med att kunna ta upp många föremål från fyndplatsen. Svärdets vrak är påfallande välbevarat men bär tydliga spår efter den våldsamma striden. Film från vraket: